# Rohnspitze - HG
Rohnspitze - HG är en bergstopp i Österrike.   Den ligger i distriktet Bludenz och förbundslandet Vorarlberg, i den västra delen av landet, 500 km väster om huvudstaden Wien. Toppen på Rohnspitze - HG är 2 498 meter över havet, eller 229 meter över den omgivande terrängen. Bredden vid basen är 1,5 km.
Terrängen runt Rohnspitze - HG är huvudsakligen bergig. Närmaste större samhälle är Schruns, 16,9 km sydväst om Rohnspitze - HG. 
Trakten runt Rohnspitze - HG består i huvudsak av gräsmarker. Runt Rohnspitze - HG är det ganska glesbefolkat, med 47 invånare per kvadratkilometer.